# خانواده کانویر سی‌وی-۲۴۰
خانواده کانویر سی‌وی-۲۴۰ (به انگلیسی: Convair CV-240 family) یک هواگرد از نوع هواپیمای مسافربری ساخت شرکت کانویر بین سالهای ۱۹۴۷ تا ۱۹۵۴ بعنوان جانشینی برای هواپیمای داگلاس دی‌سی-۳ در آمریکا است.

## مشخصات
خانواده کانویر سی‌وی-۲۴۰ دارای دو موتور پرت اند ویتنی آر-۲۸۰۰ دوبل واسپ در روی دو بال است.
- فاصله نوک دو بال: ۲۸ متر
- طول: ۲۲٫۷۶ متر
- ارتفاع: ۸٫۲ متر
- ظرفیت مسافر: ۴۰ نفر
- بیشینه سرعت: ۵۰۷ کیلومتر بر ساعت
- محدوده پرواز: ۱۹۳۱ کیلومتر
- سقف پرواز: ۴۹۰۰ متر